# Somewhere in France
Somewhere in France er en amerikansk stumfilm fra 1916 af Charles Giblyn.

## Medvirkende
- Louise Glaum som Marie Chaumontel.
- Howard Hickman som Charles Ravignac.
- Joseph J. Dowling som Andres.
- Fanny Midgley som Benet.
- Jerome Storm som Henry Ravignac.